# Anillos del Mandarín
Los Anillos del Mandarín son un conjunto de armas ficticias que aparecen en los cómics estadounidenses publicados por Marvel Comics. Hay dos versiones de los anillos en el Universo Marvel que difieren en origen, diseño y funcionalidad.
Los Anillos del Mandarín se introdujeron en Tales of Suspense #50 (febrero de 1964) y fueron creados por Stan Lee y Don Heck, como las armas características del supervillano Mandarín. Los anillos se representan como diez anillos hechos con tecnología Makluan y cada anillo posee un poder específico. Historias posteriores revelan que cada anillo alberga el espíritu de un guerrero alienígena muerto y recibe mejoras para ganar sensibilidad.
En Marvel Cinematic Universe, los Diez Anillos son un conjunto de diez anillos de hierro místicos utilizados por Xu Wenwu y su hijo Xu Shang-Chi, proporcionando el nombre y el emblema de la organización de los Diez Anillos de Wenwu. Los Diez Anillos se integraron más tarde en el universo principal de Marvel en Shang-Chi vol 2. # 11 (abril de 2022) por el escritor Gene Luen Yang y el artista Marcus To, donde son armas legendarias originarias de Ta-Lo que son adquiridas por Shang-Chi.

## Historial de publicaciones
Los Anillos del Mandarín aparecieron por primera vez en Tales of Suspense #50 (febrero de 1964), escrito por Stan Lee e ilustrado por Don Heck, como diez anillos místicos sin nombre usados por el Mandarín. Los orígenes alienígenas de los anillos se revelaron en Tales of Suspense #62 (noviembre de 1964).
Originalmente dados nombres individuales que eran descripciones literales de sus poderes, los Anillos fueron renombrados durante la carrera de Kieron Gillen en Iron Man junto con la revelación de que los Anillos eran sensibles.
Tras el lanzamiento de Shang-Chi y la leyenda de los Diez Anillos (2021), el escritor de Shang-Chi, Gene Luen Yang, comenzó a incorporar varios conceptos introducidos en la película en el mito de Shang-Chi, con las armas de los Diez Anillos introducidas en Shang-Chi vol 2. #11. A diferencia del Marvel Cinematic Universe, los Diez Anillos no están relacionados con el Mandarín y se originaron en Ta-Lo, a diferencia de los orígenes sin respuesta de la película. Los Diez Anillos será un foco central en la serie en curso Shang-Chi y los Diez Anillos.
A pesar de la muerte del Mandarín y la introducción de los Diez Anillos del MCU en los cómics, los anillos del Mandarín regresaron en Iron Man vol 6. #20.

## Anillos del Mandarín

### Historia

#### Origen
El hombre que se convertiría en el Mandarín deambula por el Valle de los Espíritus en China hasta que se encuentra con una nave espacial Makluan estrellada. En la nave, descubre 10 cilindros de forma única. Durante los años siguientes, el Mandarín estudia la ciencia Makluan hasta que la domina, aprendiendo que cada cilindro posee un poder único y los convierte en anillos. Con 10 anillos, el Mandarín se convierte en conquistador y subyuga a las aldeas alrededor del valle y, a través de su ciencia avanzada, se convierte rápidamente en un poder que ni siquiera el ejército chino puede desafiar con éxito. Luego se embarca en una larga serie de intentos para lograr la dominación mundial. Sus conquistas lo llevarían a entrar en conflicto con el superhéroe Iron Man, su eventual archienemigo.
Buscando un medio para aumentar el poder de sus anillos, el Mandarín se entera del legendario Ojo de Yin, un talismán de poder creado por un antiguo grupo de hechiceros chinos. Sus intentos de adquirir el Ojo lo llevan a un conflicto con la Familia Real de los Inhumanos, lo que resulta en que Black Bolt despoje al Mandarín de los anillos y los oculte. Para recuperar los anillos, el Mandarín viaja de regreso al Valle de los Espíritus y las ruinas de la nave estelar Makluan, adquiriendo una diadema Makluan para recuperar sus anillos. Un equipo posterior con el Unicornio con una enfermedad terminal contra Iron Man da como resultado que la diadema intercambie su conciencia con la del Unicornio. El Mandarín se ve obligado a huir, desesperado por separarse del cuerpo moribundo del Unicornio.
Los esfuerzos del Mandarín por restaurar su cuerpo lo ponen en conflicto con Garra Amarilla, otro maestro criminal y señor de la guerra de origen chino, lo que resulta en la aparente muerte del Mandarín. Sin embargo, antes de que se destruya el cuerpo del Unicornio, el Mandarín usa las capacidades de transferencia mental de la diadema para transferir su conciencia a sus anillos. Cuando los anillos son confiscados por el sirviente hambriento de poder de Garra Amarilla, Loc Do, y él los activa, la conciencia del Mandarín ingresa a su cuerpo, expulsando permanentemente la conciencia de Loc Do. Usando su anillo de reacomodo de materia, el Mandarín transforma el cuerpo de Loc Do en un duplicado más joven del original.
Tomando el nombre de Zhang Tong, el Mandarín inicia un nuevo imperio criminal en Hong Kong y adquiere los servicios de la Mano, lo que permite que un solo agente de la Mano use uno de los anillos y se teletransporte automáticamente de regreso al mandarín si un agente está incapacitado; los ninja también juran suicidarse si son capturados. Los agentes del Mandarín secuestran a James Rhodes y varios de los otros empleados de Tony Stark, obligando a Iron Man a un combate singular a cambio de sus vidas. Iron Man derrota al Mandarín una vez más y ayuda a los empleados de Stark a escapar de la Mano. Los ninjas de la Mano se quedan sin sus armas cuando su maestro queda inconsciente, lo que hace que sus anillos se teletransporten automáticamente hacia él y los deje desarmados e incapaces de evitar que los empleados de Stark huyan.
Algún tiempo después, el Mandarín descubre que uno de sus anillos es una elaborada falsificación. Uno de sus subordinados lo había traicionado, entregando el anillo a Chen Hsu, un antiguo mago que vivía en San Francisco. Hsu, de apariencia elfa pero poderoso en poder, le entrega el anillo al Mandarín, quien se derrumba tan pronto como se lo pone. Chen Hsu lo atiende, quitando el velo de confusión de su mente; pronto, el Mandarín se da cuenta de que sus recuerdos se habían fragmentado debido al robo del anillo, ya que los anillos todavía estaban vinculados a su conciencia.
A continuación, Chen Hsu le hace una oferta al mandarín que implica que viajen al Valle de los Dragones. Allí, Chen Hsu usa una hierba mágica para despertar a Fin Fang Foom, un antiguo y poderoso dragón. Bajo el control de Hsu, el dragón obedece al mandarín, arrasando con un ejército enviado por el gobierno chino para detenerlo. Pronto, el mandarín reclama un tercio del territorio de China, y las autoridades enviaron una llamada de ayuda a Iron Man. 
Cuando Iron Man se enfrenta al Mandarín y Fin Fang Foom, aparecen otros ocho dragones. Se revela que hace muchos miles de años, varios extraterrestres del planeta Kakaranathara, el cuarto planeta de la estrella Maklu, viajaron a la Tierra para buscar el conflicto que desconocían en su cultura y que anhelaban. La nave se estrelló, dejándolos varados en la Tierra durante miles de años, después de lo cual el Mandarín encontró la nave y reclamó sus anillos. Ahora, le exigen que se los devuelva, pero él se los niega. Iron Man combina a la fuerza su poder con los anillos y logra destruir a los dragones Makluan. La explosión vaporiza las manos del Mandarín y lo deja en coma.
Durante meses, el Mandarín yace en un estado entre la vida y la muerte, al cuidado de una campesina que no sabe quién es. Con el tiempo, sus manos vuelven a crecer, aunque lo hacen como garras de reptil, y los anillos lo llaman nuevamente para reclamarlas.

#### Bajo Temugin
El hijo del Mandarín, Temugin, recibe un paquete que contiene las manos cortadas de su padre, con los diez anillos de poder. Obligado por el honor a cumplir los deseos de su padre para él, Temugin desafía a Iron Man para vengar la muerte de su padre, y demuestra ser un adversario mortal incluso sin los anillos.
Después de que Tony Stark revela una conspiración para el asesinato en masa en sus propias filas, Temugin parece haber perdonado a Iron Man por la muerte de su padre y haber recurrido a actividades más elevadas, pero los acontecimientos indican que el poder maligno de los anillos ha corrompido su alma.
Cuando Temugin es contactado por Mancha para una aventura criminal, usa los anillos para encarcelar a Mancha en otra dimensión con nada más que dinero. En el siguiente número, el Puma corta una de las manos de Temugin, pero a pesar de esto, conserva al menos la mitad de los anillos y luego posiblemente todos, ya que Nightshade, quien usó los anillos en su mano perdida, no se ve con ellos en el fin de la historia. Sin embargo, Temugin reaparece sin los anillos, y con un brazo cibernético, como miembro de la Fundación Atlas.

#### Requerido por el Mandarín
El Mandarín revive en un arco de la historia posterior de Iron Man, en el que se revela que estuvo en una prisión en el centro de China durante algún tiempo y le faltan las manos. Sus anillos regresan a él y se vuelven a asimilar en su cuerpo calentándolos y quemándolos en su columna vertebral. El Mandarín eventualmente resurge como Tem Borjigin (otro nombre más de Genghis Khan), ahora empleando manos artificiales.
Durante los intentos del Mandarín de desatar el virus Extremis en el público, Iron Man derrota al Mandarín mientras usa la armadura Silver Centurion arrancando cinco de los anillos de la columna vertebral del Mandarín, disparándolo con esos anillos, su unibeam y sus rayos repulsores en al mismo tiempo y luego congelarlo mientras está envuelto en un virus Extremis concentrado mortal, frustrando el brote de Extremis. El Mandarín sobrevive al encuentro.
En la historia de "El futuro", el Mandarín secuestra a Stark y lo lleva a Ciudad Mandarín para desarrollar diez Titanomechs, que el Mandarín planea usar como cuerpos anfitriones para cada uno de sus diez anillos, que revela que en realidad son recipientes para las almas de diez seres alienígenas. En verdad, el mandarín sirve a estos seres y planea "resucitarlos" de esta manera.
Tony forma una alianza con otros que el Mandarín ha encarcelado, incluidos Zeke Stane, Torbellino, Ventisca y Láser Viviente. En una rebelión contra el Mandarín, Stark logra alertar a su personal en Stark Resilient para encontrarlo y logra destruir a los Titanomechs. En la batalla que siguió, el mandarín aparentemente es asesinado por Stane, para consternación de Iron Man.

#### Actualizaciones y Sucesores
En el relanzamiento Marvel NOW! los anillos del Mandarín logran escapar de la Bóveda de Armas Omega de S.H.I.E.L.D., y el Anillo Mentiroso se queda atrás para crear la ilusión de que los anillos todavía estaban allí. Cada uno de los anillos busca nuevos anfitriones con el propósito de "salvar la Tierra de Tony Stark", utilizando un lenguaje persuasivo y control mental para inclinarlos hacia su causa contra Iron Man. Cada uno de ellos tiene un nombre en código, desde Mandarín-Uno hasta Mandarín-Diez:
- El Anillo Remaker es tomado por un señor de la guerra chino que se hace llamar Lord Remaker. Comandaba numerosas tríadas que protegían la ciudad de cualquiera que quisiera interferir. Sin embargo, fue despojado de su poder cuando Tony Stark decidió reconstruir la ciudad en una utopía futurista. Al obtener el Anillo Remaker, Lord Remaker se convirtió en Mandarín-Uno.[19]
- Colin Sixty fue parte de la producción de clones creada por A.I.M.. Fue creado específicamente para ser vendido a Cortex Inc. Como "C. Anderson Sixty", Colin Sixty quedó a cargo de la dirección regional de las operaciones lunares de Cortex Inc. en Quebrada de la Tranquilidad. Cuando Tony Stark, el gobernador de Tranquility Gulch, emprendió una búsqueda para expulsar a los principales competidores en la explotación de Phlogistone, reveló la verdadera naturaleza de Anderson Sixty a la prensa para desacreditar a Cortex por haberse aliado con A.I.M. Con su vida arruinada, Colin trató de matar a Stark con un cortador láser; Usando su entrenamiento en artes marciales, Stark se deshizo del arma de Colin y mutiló su mano en un tanque de nitrógeno líquido. El anillo de influencia de mandarín lo encuentra y lo convierte en Mandarín-Dos.[20]
- Alec Eiffel es un fascista que es elegido por Mandarin's Spin Ring para ser su anfitrión Mandarín-Tres para ayudarlo y los otros anillos se vengan de Tony Stark.[21]
- Se revela que después de reclamar su reino Svartalfheim, el Anillo Espectral se acerca a Malekith el Maldito en busca de un anfitrión, convirtiéndose en Mandarín-Cuatro. Malekith doblega su voluntad a la suya en lugar de dejar que controle su mente. Comienza una campaña para atacar a todos los demás "mandarines" y tomar sus anillos, deseando "el conjunto completo" antes de atacar a Tony Stark. Aunque suele ser un enemigo de Thor y otros seres mágicos, su oposición a Iron Man tiene sus raíces en la debilidad tradicional de los Elfos Oscuros hacia el hierro.[22]
- Victor Kohl es la oveja negra de su familia, donde fue el único miembro de su familia que no pasó por Terrigenesis durante la historia de Inhumanity. Víctor se enfrenta al Anillo Portador de la Noche del Mandarín, que lo encuentra aceptable para ser su portador. Con su poder y aún bajo la influencia del alcohol, Víctor ataca el Centro de Natividad Inhumano donde aparentemente matan a su padre Robert. Iron Man parece detenerlo y Victor huye después de que Golden Avenger se lastima el hombro con un láser. El anillo teletransporta a Víctor a un lugar seguro. Mientras se recupera, Victor sufre de Terrigenesis, para su sorpresa. Tan pronto como reaparece, Víctor es encontrado y confrontado por Medusa. Ella le muestra los restos de su padre en el Centro. También le explica a Víctor que él no sufría de Terrigenesis, no porque no tuviera lazos de sangre con su familia, sino porque el nivel de exposición a las Nieblas Terrigen para activar la Terrigénesis en ciertos individuos puede variar. Ella exilia a Víctor de los Inhumanos por sus acciones. Víctor se culpa a sí mismo por lo que hizo, pero el anillo logra que culpe a Tony Stark por no detenerlo cuando estaba borracho. El anillo también sugiere el nuevo apodo de Víctor, el Exiliado. El Exiliado también se conoce como Mandarín-Cinco.[23] Más tarde es asesinado por Arno Stark.[24]
- El Anillo Daimonic se acerca al Hombre Topo para ayudarlo y los otros anillos se vengan de Tony Stark, donde se convierte en Mandarín-Seis.[21]
- Abigail Burns es una activista inglesa que cree que el mundo necesita ser salvado del capitalismo, la hegemonía corporativa y la impotencia de la democracia, por lo que entre sus actividades escribe columnas. Una noche, Incandescence Ring se acerca a ella y decide que posee la voluntad adecuada para convertirse en Mandarín-Siete y su misión es "salvar al mundo de Tony Stark". Además de ser conocida como Mandarín-Siete, Abigail se hace llamar Red Peril.[25]
- Marc Kumar es un experto independiente en relaciones públicas y marketing que conoció a Pepper Potts en Las Vegas, durante la ausencia de Tony Stark en el espacio, mientras atendía a un cliente borracho en una fiesta a la que asistía Pepper. Después de salir durante meses, Marc le propuso matrimonio a Pepper en Escocia. De las historias que Pepper le contó sobre Stark, Marc llegó a la conclusión de que la trató mal y se volvió resentido con Tony. Él es abordado por el Anillo Mentiroso para ayudar a vengarse de Tony Stark, donde se convierte en Mandarín-Ocho.[26]
- Un director/compositor/director de Broadway anónimo estuvo anteriormente a cargo de un musical basado en la vida de Iron Man llamado El hombre de la máscara de hierro que retrataba a Tony Stark como un pervertido. Bajo las órdenes del propio Stark, el director fue reemplazado, lo que tomó mal. The Lightning Ring se aferra al egoísta artista de teatro musical, que se hace llamar The Lighting Conductor y opera como Mandarín-Nueve.[22]
- El supervillano Endotherm es elegido por Zero Ring para convertirse en Mandarín-Diez y ayudar a vengarse de Tony Stark. Su anillo es luego robado por Abigail Burns usando un Master Ring.[21]

Sin embargo, después de que el elfo oscuro Malekith el Maldito decapitara a Mandarín-Uno y Mandarín-Nueve, además de cortarle las manos a Mandarín-Siete, los seis mandarines restantes unieron fuerzas justo a tiempo para atacar a Malekith mientras Iron Man también estaba montando un asalto a los Elfos Oscuros. Con Malekith derrotado, los mandarines inicialmente contemplan continuar trabajando juntos debido a la influencia de Kumar, pero después de que Tony y Arno pueden usar los Remaker, Spectral, Incandescence y Lightning Rings recuperados para formar un Master Ring que podría controlar a los demás, además de convencer a Burns para que los ayude, la mayoría de los mandarines restantes son derrotados en un asalto final; el único que escapa es el Hombre Topo, quien concluye que los anillos son más problemáticos de lo que valen.
Con los Diez Anillos ahora bajo custodia, Iron Man se da cuenta de que el cadáver recuperado del Grabador 451 del espacio profundo estaba transmitiendo una frecuencia alienígena que había mejorado los anillos para que se volvieran sensibles. Iron Man entrega nueve de los anillos a los rigellianos, mientras que Arno le devuelve el anillo de incandescencia a Burns.
El Mandarín reaparece misteriosamente con todos sus diez anillos en su alias de Tem Borjigen cuando el Barón Zemo lo selecciona como la cara pública de Bagalia ocupada por HYDRA en su complot compartido con Dario Agger y Compañía de Energía Roxxon para que las Naciones Unidas reconozcan a Bagalia como una nación independiente. Como parte de su venganza contra HYDRA por haberlo manipulado durante la historia de "Secret Empire", Punisher encuentra al mandarín dando un discurso en las Naciones Unidas y dispara una bala especial. A pesar de usar sus anillos para ralentizar la bala mientras intentaba desviarla, el Mandarín es golpeado en la cabeza y asesinado con la bala, lo que es presenciado por el Barón Zemo y todos los que miran su discurso.

#### Bajo Ironheart
Los anillos del Mandarín caen en posesión de Source Control, una red del mercado negro especializada en tecnología y armas de alta calidad. El ex empleado de Industrias Stark y actual agente de control de fuentes, Vic Martinelli, roba los anillos e intenta contactar a Tony Stark para pedir ayuda, pero es asesinado por su compañero agente, el Hombre de Titanio, quien recupera los anillos.Después de derrotar al Hombre de Titanio, Iron Man y Máquina de Guerra rastrean los anillos en la sede de Source Control en Macao, donde se enfrentan al líder de Source Control,  Spymaster, y sus secuaces Fuerza y Hombre de Cobalto, que posee los anillos del Mandarín.Hombre de Cobalto es revelado que es Ironheart disfrazado, quien luego procede a usar los anillos para derrotar a Source Control. Stark, a regañadientes, permite que Williams se quede con los anillos del Mandarín para estudiarlos y utilizar sus poderes para siempre.
A pesar de su promesa anterior de no hacerlo, Riri comienza a usar los anillos y los utiliza junto con su armadura, para consternación de Stark.Mientras viaja por el espacio con Forja, Ironheart se enfrenta a un dragón Makluan, quien le advierte que los espíritus Makluan sellados en cada uno de los anillos del Mandarín eventualmente la corromperán. Durante una disputa con algunos enanos traicioneros en Nidavellir, Riri usa los anillos del mandarín para contenerlos, pero brevemente asume una personalidad oscura y siniestra, similar al Mandarín. Al darse cuenta de que las advertencias sobre los anillos del Mandarín eran ciertas, Riri le permite a Forja usar una de sus máquinas para esparcir los anillos por toda la galaxia.

### Poderes y habilidades
Las operaciones de los anillos no pueden ser explicadas por la ciencia terrestre contemporánea, pero se sabe que sirvieron como fuentes de energía casi ilimitadas para los motores warp de la nave estelar Makluan de Axonn-Karr. El mandarín aprendió cómo convertir los anillos para sus usos personales y hacerlos responder a sus órdenes mentales. Los dedos en los que usa cada anillo y las funciones conocidas para las que usa cada anillo se detallan a continuación.
A partir del mandato del escritor Kieron Gillen en Iron Man, se han revelado nuevos nombres para algunos anillos que los anillos, aparentemente inteligentes, usan para identificarse entre sí. Capaces de hablar e intercomunicarse a través de la telepatía, los anillos demuestran rasgos de personalidad e incluso son capaces de burlarse y humillar al anillo Nightbringer por no encontrar un anfitrión al mismo tiempo que sus compañeros. Más tarde se reveló que la sensibilidad era un encendido temporal causado por el contacto con el Grabador 451.
| Dígito       | Mano izquierda | Mano derecha |
| ------------ | --- | --- |
| Dedo meñique | Explosión de hielo/"Cero" El anillo emite ondas de frío que pueden usarse para aturdir a un oponente. El anillo generalmente hace que la humedad en el aire en el camino de su explosión se convierta en hielo y puede bajar la temperatura de un objeto a casi el cero absoluto. La gema tiene forma de múltiples cápsulas cilíndricas pequeñas, de color blanco azulado. | Luz negra/"Portador de la noche" El anillo puede crear un área de negrura absoluta que parece absorber toda la luz que se usa dentro de él. Aunque "luz negra" es un término usado para referirse a la radiación ultravioleta, la oscuridad creada por el anillo es probablemente una forma de "Fuerza oscura". La gema tiene la forma de cuatro pequeños puntos negros y azules, dispuestos en forma cuadrada en grupos de dos. |
| Dedo anular  | Mento-intensificador/"El mentiroso" El anillo magnifica la propia energía psiónica del usuario, lo que le permite colocar a una o más personas bajo su control mental y transmitirles órdenes mentalmente. Se utiliza con mayor frecuencia para crear ilusiones. La gema tiene la forma de un diamante azul/cuadrado inclinado. | Rayo de Desintegración/"Espectral" El anillo emite un haz de energía que destruye todos los enlaces entre los átomos y las moléculas del objeto que golpea. Este anillo necesita veinte minutos para recargarse después de su uso. La gema tiene la forma de un cuadrado dorado. |
| Dedo medio   | Electro-Explosión/"Relámpago" El anillo emite electricidad en cantidades e intensidades determinadas mentalmente por el usuario. La corriente máxima alcanzable no se conoce. La gema tiene la forma de una línea verde en ángulo. | Haz de vórtice/"Girar" El anillo hace que el aire se mueva a gran velocidad en un vórtice. El vórtice se puede utilizar como arma ofensiva, como medio para levitar objetos o como medio para impulsar al usuario del anillo por el aire. La gema tiene la forma de un simple círculo azul. |
| Dedo índice  | Explosión de llamas/"Incandescencia" El anillo emite radiación infrarroja o calor a intensidades determinadas mentalmente por el usuario. Por lo general, el calor produce llamas mediante la incandescencia de las moléculas en el aire en el camino de la explosión. El haz de calor se puede utilizar para desencadenar explosiones químicas. No se conoce la cantidad máxima de calor que puede generar. La gema tiene una forma similar al anillo de explosión de hielo, pero con cuatro cápsulas y un color rojo. | Haz de impacto/"Influencia" Este anillo puede proyectar varias formas de energía, con mayor frecuencia de neutrones rápidos con gran fuerza de conmoción. El anillo también se ha utilizado para proyectar vibraciones sónicas intensas y crear ondas magnéticas para atraer o repeler objetos. El anillo también puede ser capaz de emitir otras formas de energía, y se ha utilizado para enviar a Iron Man a través de una montaña. La gema tiene forma de estrella, de color púrpura (o rojo). |
| Pulgar       | Luz blanca/"Daimonic" Este anillo puede emitir varias formas de energía a lo largo del espectro electromagnético. Se ha utilizado para crear una gravedad lo suficientemente poderosa como para hacer que Iron Man se entierre tratando de caminar hacia adelante. La gema tiene la forma de dos círculos blancos, engastados en oro (casi como un par de ojos). | Reorganizador de materia / "Refabricador" Este anillo puede reorganizar los átomos y moléculas de una sustancia, o acelerar o ralentizar su movimiento, para producir diversos efectos. El anillo se ha utilizado para condensar vapor de agua en agua líquida, solidificar gases, crear gas venenoso letal del aire, convertir a hombres en piedra o en un escarabajo, convertir una montaña en un monstruo de roca, hacer estallar manos de piedra del suelo o transformar el cuerpo de un hombre en un duplicado más joven del Mandarín. El anillo no puede transmutar elementos ni reorganizar los átomos y las moléculas de la armadura reforzada con rayos magnéticos de Iron Man. La gema tiene la forma de un pequeño círculo morado. |

## Diez Anillos (Ta-Lo)

### Historia
Los Diez Anillos son un conjunto de diez anillos místicos de hierro que son uno de los Cinco Juegos de Armas Celestiales de Ta-Lo, junto con Un Martillo, Dos Espadas, Tres Bastones y Nueve Dagas.
Cuando el parásito Eldritch llamado Wyrm of Desolation atacó el reino de Ta-Lo durante la prehistoria, la deidad de Xian Nezha selló al Wyrm en una dimensión de bolsillo con su Anillo del Universo (乾坤圈). Dentro de su prisión, el Wyrm corrompió a Nezha para que atacara a Ta-Lo y la Tierra, lo que provocó que los otros dioses taoístas lo mataran. Como precaución contra el Wyrm, el Emperador de Jade rompió el Anillo del Universo en doce anillos separados y los dispersó en varias dimensiones, aunque diez de ellos regresaron a Ta-Lo. El Emperador mantuvo los Diez Anillos como sus armas personales y los selló lejos de su salón del trono cuando no estaba en uso debido a su poder destructivo.
Cuando Shang-Chi y sus hermanos viajan a Ta-Lo para rescatar a su madre Jiang Li y detener el complot de su abuelo, el jefe Xin, para destruir el linaje Zheng, el Emperador de Jade los detiene con los Diez Anillos por allanamiento. Se revela la traición de Xin, lo que lo lleva a ponerse una máscara de taotie para dominar al Emperador y sus guardias antes de atacar a los hermanos de Shang-Chi. Shang-Chi permite a regañadientes que el espíritu de Zheng Zu lo guíe a los Diez Anillos para derrotar a su abuelo. Shang-Chi se pone los Diez Anillos pero resiste su influencia oscura, lo que le permite a Xin tomar seis de los Anillos y huir a la Casa de la Mano Mortal en Chinatown, Manhattan para destruir la Sociedad de las Cinco Armas. Intrigado de que Shang-Chi pudiera manejar los Diez Anillos, el Emperador de Jade le encarga a él y a sus hermanos que detengan a Xin y recuperen los Anillos restantes. Shang-Chi lucha contra Xin pero pierde los Anillos restantes ante Xin, quien ordena a sus Qilin Riders que destruyan la ciudad de Nueva York. Sin otra opción, Shang-Chi cede a sus oscuros deseos, lo que le permite recuperar todos los Diez Anillos de Xin, desbloquear todo su potencial y asumir la apariencia y personalidad de su padre. Shang-Chi luego usa los Diez Anillos para derrotar a Xin y a todos los Qilin Riders. Antes de que un Shang-Chi corrupto pueda ejecutar a Xin, Jiang Li y sus hermanos lo hablan mal, liberándolo de la influencia de Zu. Posteriormente, Shang-Chi entrega a Xin y los Diez Anillos al Emperador de Jade. Un mes después, los Diez Anillos se le aparecen a Shang-Chi en la Casa de la Mano Mortal, presumiblemente enviados por el Emperador de Jade.
Incapaz de acceder a las puertas de entrada a Ta Lo, Shang-Chi tiene los Diez Anillos sellados en una bóveda dentro de la Casa de la Mano Mortal. Debido a que la batalla final entre Shang-Chi y Xin se televisó en todo el mundo, los Diez Anillos se hicieron de conocimiento público, lo que llevó a varias organizaciones criminales a atacar la Casa de la Mano Mortal para reclamar los Anillos, lo que obligó a Shang-Chi a ponérselos. de nuevo para luchar contra ellos. No queriendo ser tentado por los Anillos nuevamente, Shang-Chi los traslada a una bóveda más segura. Desconfiando de la Sociedad de las Cinco Armas para salvaguardar los Diez Anillos, los aliados de Shang-Chi del MI6 traman un plan para mantener a Shang-Chi distraído mientras los Anillos son tomados por Black Jack Tarr. Cuando el MI6 y la manipulación del MI13 casi hace que los Diez Anillos convoquen al Desolation Wyrm, Shang-Chi los usa para salvarlos y recupera los Anillos de sus antiguos amigos. Estos eventos son presenciados por los hermanos de Nezha, Jinzha y Muzha, quienes cuestionan la valía de Shang-Chi para manejar los Diez Anillos, lo que los lleva a organizar un Juego de Anillos para encontrar un verdadero Guardián del Anillo.
Shang-Chi y otros nueve luchadores son convocados a la Pagoda del Esfuerzo Meritorio en Ta-Lo como participantes del Juego de Anillos; cada jugador recibe uno de los Diez Anillos y se ve obligado a luchar entre sí en la pagoda, y el ganador recibe todos los Diez Anillos. Después de que Shang-Chi gana el torneo, el Emperador de Jade llega para felicitar a Shang-Chi, revelando que le había enviado los Diez Anillos. Predicho de una profecía oscura que advierte de una amenaza para la Tierra que solo puede ser detenida por un Guardián del Anillo Terrestre, el Emperador creía que Shang-Chi era este campeón y, a instancias de Jiang Li, Jinzha y Muzha organizaron el Juego de los Anillos para confirmar a Shang. La dignidad de Chi para empuñar los Diez Anillos.
Durante la "Guerra de pandillas", varios miembros traicioneros de la Sociedad lanzan un golpe fallido contra Shang-Chi, pero los hechiceros del grupo pueden atrapar los Diez Anillos en un sello mágico, impidiendo que Shang-Chi acceda a ellos a medida que la guerra se intensifica.

### Poderes y habilidades
Al igual que su contraparte de MCU, los Diez Anillos otorgan a su usuario una fuerza, durabilidad, velocidad y resistencia sobrehumanas. Pueden ser controlados telepáticamente en una variedad de formas, incluyendo ser lanzados como proyectiles, utilizados como plataformas para el transporte y formando cadenas improvisadas para agarrar objetos o sujetar a los oponentes. El color del aura de los Diez Anillos varía según el usuario, siendo verde el del Emperador de Jade, siendo Shang-Chi rojo anaranjado y púrpura el de Xin.
A diferencia de la versión MCU, los cómics Diez Anillos permiten a su usuario volar. Si bien el MCU Ten Rings otorga a su usuario una longevidad sobrehumana, no se menciona si la versión de los cómics posee esta habilidad. Si bien ambas versiones de los Diez Anillos pueden alterar su tamaño para adaptarse a las muñecas de sus usuarios, los Diez Anillos en los cómics pueden agrandarse para ser lo suficientemente grandes como para atrapar a un humano. Los Diez Anillos también pueden fusionarse en un solo anillo y pueden crear portales a otras dimensiones. Los Diez Anillos también se pueden usar para potenciar las armas de su portador y controlarlas telepáticamente.
Como señaló el Emperador de Jade, los mortales normales no pueden empuñar los Diez Anillos sin perecer, suponiendo que la ascendencia Ta-Lo de Shang-Chi le permite empuñarlos. Cuando intentan ser usados por aquellos que se consideran indignos, los Diez Anillos se moverán por sí solos para herir gravemente o incluso matar al intento de usarlo. Sin embargo, se ha demostrado que varios mortales como Black Jack Tarr pueden interactuar físicamente con los Anillos sin efectos nocivos.
Los Diez Anillos también poseen una influencia oscura que puede corromper a su usuario. Con el fin de liberar el verdadero poder de los Diez Anillos, Shang-Chi cedió a sus oscuros deseos de hacerlo, lo que aumentó enormemente sus poderes y habilidades, pero también le dio la semejanza y la personalidad de su malvado padre. Aunque Shang-Chi pudo luchar contra la influencia de su padre, los Diez Anillos conservaron su poder desbloqueado y su lealtad hacia él.

## Otras versiones

### House of M
En la realidad de House of M, el Mandarín era un señor de la guerra chino muerto hace mucho tiempo, famoso por sus anillos sobrenaturales. Los anillos (aún unidos a las manos momificadas del mandarín) aparentemente fueron descubiertos por Shang-Chi y su pandilla, pero se reveló que esto era una trampa tendida por Kingpin.

### Secret Wars(2015)
En Secret Wars, los miembros de la escuela Diez Anillos tienen la capacidad de usar diez técnicas de artes marciales místicas basadas en las habilidades de los Anillos del Mandarín de la continuidad principal:
- Mortal Blade: Hace que los brazos del usuario estén afilados como navajas. Esta es la única técnica que no se basa en ninguno de los anillos del Mandarín.
- Nightbringer: Permite al usuario invocar y controlar la oscuridad. Basado en el anillo Nightbringer.
- Zero Touch: Permite al usuario emitir ondas de frío y hielo. Basado en el anillo Zero.
- Flame Fist: Permite al usuario generar y controlar el calor y el fuego. Basado en el anillo de Incandescencia.
- Shocking Palm: Permite al usuario enviar ráfagas de rayos a un oponente. Basado en el anillo Lightning.
- Long Breath: Permite al usuario invocar vórtices de viento. Basado en el anillo giratorio.
- Daemon's Eye: Permite al usuario emitir poderosas luces brillantes que pueden cegar a otros. Basado en el anillo Daimonic.
- Lost Hope: una habilidad telepática que fuerza la energía psiónica del usuario sobre otros. Basado en el anillo mentiroso.
- Remaker: Convierte la carne del usuario tan dura como el diamante. Basado en el anillo Remaker.
- Spectral Touch: Una técnica letal que puede matar a cualquiera que toque. Basado en el anillo espectral.

Si bien la mayoría de los Diez Anillos solo pueden usar un puñado de técnicas, solo su maestro, el Emperador Zheng Zu, puede usar las diez técnicas, mientras que su hijo Shang-Chi puede usar nueve.

### Infinity Wars
Durante la historia de Infinity Wars, donde las formas de vida del universo Marvel se reducen a la mitad y se combinan, los Ten-Realm Rings son las armas características de Malekith (una fusión de Malekith y el Mandarín). Los Anillos de los Diez Reinos son similares a los Anillos del Mandarín, cada Anillo posee un poder único y se origina en cada uno de los Diez Reinos:
- Asgard: Rayo de poder de Odín. Basado en el anillo espectral.
- Vanaheim: Rayo perforador. Basado en el anillo de influencia.
- Jötunheim: Rayo de escarcha. Basado en el Anillo Cero.
- Alfheim: Explosión de luz blanca. Basado en el Anillo Daimonic.
- Niflheim: Niebla de ilusión. Basado en El anillo del mentiroso.
- Svartalfheim: Explosión de luz negra. Basado en el Anillo Nightbringer.
- Muspelheim: Explosión de llamas. Basado en el anillo de incandescencia.
- Heven: Aura de supervelocidad. Basado en el Spin Ring.
- Midgard: Explosión eléctrica. Basado en el Anillo Relámpago.
- Nidavellir: Haz de construcción de materia. Basado en el anillo Remaker.

## En otros medios

### Cine
El Mandarín aparece en The Invincible Iron Man, con la voz de Fred Tatasciore. Esta versión es un antiguo gobernante de una viciosa dinastía china que usó cinco anillos, medios sobrenaturales y dos dragones guardianes, Fin Fang Foom y Zhen Ji Xang, para subyugar a su pueblo. Fue derrotado después de perder sus anillos, que estaban esparcidos por todo el mundo para evitar que se apoderara del mundo. En la actualidad, su descendiente Li-Mei reúne los anillos y usa su poder, lo que le permite proyectar su espíritu a través de ella. Sin embargo, finalmente es derrotado por Iron Man.

### Universo Cinematográfico de Marvel
Los anillos del Mandarín aparecen en un set de medios en Marvel Cinematic Universe (MCU), en el que se les conoce como los Diez Anillos. Se representan como anillos de hierro empuñados por Xu Wenwu, y más tarde por su hijo Shang-Chi. Los Diez Anillos otorgan a su usuario mayor fuerza y longevidad, emiten explosiones de energía de conmoción y pueden controlarse telepáticamente como proyectiles y zarcillos. La apariencia del aura proyectada por los anillos varía según el usuario, con el relámpago azul violento de Wenwu y las llamas anaranjadas agraciadas de Shang-Chi para reflejar sus distintas personalidades.
- En Shang-Chi y la leyenda de los Diez Anillos (2021), Xu Wenwu descubre los Diez Anillos mil años antes del presente, que le otorgan poderes divinos e inmortalidad. Wenwu nombra a su ejército de guerreros como los Diez Anillos y usa su poder para conquistar reinos y derrocar gobiernos a lo largo de la historia. En algún momento después de 1996, Wenwu renuncia a los Diez Anillos después de casarse con Ying Li y formar una familia con ella, pero los vuelve a adquirir después de que Li es asesinada por la tríada Iron Gang, sus viejos enemigos. En 2024, Wenwu es engañado por el Habitante en la Oscuridad para que crea que Li todavía está viva y atrapada en su casa en Ta Lo, para que Wenwu pueda usar los Diez Anillos para destruir la Puerta Oscura que la aprisiona. Wenwu daña la Puerta con los Anillos, pero su hijo Shang-Chi lo desarma, quien puede quitarle los Diez Anillos usando el estilo de lucha de Ta Lo de manipular el aire. Shang-Chi es demasiado tarde para evitar que el Morador escape; Wenwu se sacrifica para salvar a Shang-Chi del Morador y le lega los Diez Anillos, quien usa una combinación de los Diez Anillos y el estilo de lucha Ta Lo para destruir al Habitante con una gran explosión de energía. Posteriormente, Shang-Chi es convocado por el Hechicero Supremo Wong a Kamar-Taj, donde Wong, Bruce Banner y Carol Danvers estudian los Diez Anillos y observan que son mucho más antiguos que Wenwu y emiten una señal misteriosa.

#### Versiones alternativas
- Una versión alternativa de los Diez Anillos aparece en el decimosexto episodio de What If...?, donde Hela desterrada no logra robárselos a Wenwu, quien luego los usa contra Odin y su ejército asgardiano. Otra versión aparece en el final de la segunda temporada y es manejada por otra versión de Wenwu, que había sido capturado por Doctor Strange Supremo junto con otras variantes del Multiversal para ser sacrificado en la Forja de Strange para restaurar su universo destruido. Antes de ser enviado de regreso a su propio universo por Kahhori, Wenwu le lega sus Diez Anillos, quien los usa junto con una versión alternativa de Mjolnir en la lucha contra Strange. El aura proyectada por los Anillos cuando los usa Kahhori se asemeja a su energía cósmica de color azul claro.[49]

### Televisión
- Mandarín aparece luciendo sus anillos en The Marvel Super Heroes.
- Los anillos del Mandarín aparecen en la serie animada de Iron Man. En esta versión, el Mandarín es Arnold Brock, un arqueólogo que se topó con una nave extraterrestre enterrada protegida por guerreros de arcilla. Después de tocar la fuente de energía cristalina de la nave, fue alterado por su poder y descubrió 10 gemas en su interior, que colocó en los anillos de su esposa asesinada para aprovechar sus poderes. Después de usarlos para luchar contra Iron Man y Force Works durante la primera temporada, el mandarín pierde sus anillos y pasa la mayor parte de la segunda temporada viajando por el mundo para encontrarlos. Eventualmente recupera sus anillos y usa el poder del Corazón de las Tinieblas para robarle al mundo la tecnología. Sin embargo, Iron Man lo derrota volviendo su propia energía en su contra, lo que le cuesta los anillos de la mano derecha y le provoca amnesia. Cuando Iron Man deja a Brock, un grupo de bandidos de la montaña encuentra a este último y lo matan por los anillos que le quedan.
- Los anillos del Mandarín aparecen en Iron Man: Armored Adventures, donde se les llama Anillos Makluan. En la serie, los Anillos Makluan fueron creados por los Makluans que se dirigieron a la Tierra, donde fueron descubiertos por un khan, otorgándole poder para crear un poderoso imperio. Los Anillos Makluan lo convirtieron en el primer mandarín y alteraron su ADN para convertirlo en mitad Makluan. Antes de su muerte, el primer Mandarín esparció sus anillos por todo el mundo, ocultándolos en templos custodiados por poderosos guerreros. El primer Mandarín solo menciona la existencia de cinco de ellos para que un descendiente digno pueda usarlos. Durante la primera temporada, el descendiente del Mandarín Gene Khan trabaja con Tony Stark, Pepper Potts y James "Rhodey" Rhodes para encontrar los cinco Anillos y finalmente se los roba a sus "amigos". Al descubrir la existencia de los otros cinco anillos, Gene obliga al padre de Tony, Howard Stark, a ayudarlo a encontrarlos. En la segunda temporada, Gene adquiere los diez Anillos Makluan, usando su ADN Makluan para activarlos, pero su hambre de poder provoca una invasión Makluan. Después de ayudar a los héroes de la Tierra a repeler a los invasores, Gene decide usar los Anillos Makluan para proteger la Tierra. Si bien los Anillos de Makluan poseen las mismas habilidades que los Anillos de mandarín de los cómics, también pueden crear una armadura negra y dorada, lo que otorga al usuario una fuerza e invulnerabilidad divinas.

### Videojuegos

#### Anillos del Mandarín
- El Mandarín aparece como jefe en Captain America and The Avengers.
- El Mandarín aparece como jefe en Marvel: Ultimate Alliance.
- El Mandarín aparece en la mesa temática de Iron Man en Marvel Pinball.
- El Mandarín apareció como jefe en Marvel: Avengers Alliance.
- El Mandarín apareció como jefe en Marvel Heroes.
- El Mandarín aparece como un jefe y un personaje jugable desbloqueable en Lego Marvel Super Heroes.[50]
- El Mandarín del cómic aparece como un personaje jugable desbloqueable en Lego Marvel Vengadores.
- El Mandarín apareció como un personaje jugable desbloqueable en Marvel Avengers Academy.

#### Diez Anillos
- Wenwu usa los Diez Anillos en Marvel Future Fight.[51][52]
- Wenwu usa los Diez Anillos en Marvel Super War.[53]

### Juegos de mesa
En Secret Wars Volumen 2 para Legendary: A Marvel Deck Building Game, hay una adaptación de la versión Battleworld de Zheng Zu como Emperador de K'un-Lun y la escuela Ten Rings, el nombre del emperador se escribe Zheng Zhu.

### Juguetes

#### Anillos del Mandarín
- El Mandarín es la figura número 94 en The Classic Marvel Figurine Collection.
- Una figura del Mandarín y una variante de persecución se lanzaron en la ola 2 de la línea Marvel Legends Face-Off de 6" de Toy Biz. La versión normal vestía un traje verde y estaba empaquetada con Iron Man, mientras que la variante tenía un traje rojo y fue empaquetado con Máquina de Guerra.
- El Mandarín fue lanzado en la ola 1 de la línea Iron Man de 1994 de Toy Biz, basada en su aparición en la serie animada de 1994.
- El Mandarín se lanzó en la línea de figuras de 3,75" de Hasbro basada en la serie animada Iron Man: Armored Adventures.
- El Mandarín, bajo el nombre de "Zhang Tong", se lanzó en el paquete de 4 The Danger of Dreadknight de la línea Marvel Super Hero Squad, empaquetado con dos figuras de Iron Man y una de Dreadknight.
- Se lanzó una figura del Mandarín en la ola 36 de la línea Marvel Minimates.
- Se lanzó una figura del mandarín en la ola 5 de la línea de enlace de la película Iron Man 2 de 3.75 "de Hasbro. Una versión roja salió en un paquete de cómics de Marvel Universe con la armadura Silver Centurion de Iron Man.
- Se lanzó una minifigura de Lego del Mandarín en Lego Marvel Super Heroes set 76007 (Iron Man: Malibu Mansion Attack) y 76008 (Iron Man vs. the Mandarin: Ultimate Showdown), lanzado por Lego en marzo de 2013 .
- HeroClix lanzó una serie de figuras de Mandarín.

#### Diez Anillos
- Una minifigura Lego de Xu Wenwu se lanzó en 2021 en los sets 76176 (Escape from the Ten Rings) y 76177 (Battle at the Ancient Village).[54]
- Hasbro lanzó una figura de 6 "de Xu Wenwu en 2021 como parte de la serie Marvel Legends.
- Hasbro lanzó un Ten Rings Blaster en 2021.[54]
- Funko lanzó un Funko pop de Wenwu usando los anillos en 2021.[54]